# Hana Veselá
Hana Veselá je bývala československá krasobruslařka.
Byla členkou klubu VŠ Praha. V roce 1983 vybojovala třetí místo na Zimní Univerziádě.

## Výsledky
| Soutěž                             | 1978 | 1979 | 1980 | 1981 | 1982 | 1983 | 1984 | 1985 |
| ---------------------------------- | ---- | ---- | ---- | ---- | ---- | ---- | ---- | ---- |
| Mistrovství Evropy v krasobruslení |      |      |      |      | 12   | 16   |      |      |
| Univerziáda                        |      |      |      |      |      | 3    |      |      |
| Mistrovství ČSR v krasobruslení    | 3    | 2    | 3    | 2    | 1    | 1    | 1    | 2    |